# Aeroporto de Sundsvall-Timrå
O Aeroporto de Sundsvall-Timrå (em sueco:  Sundsvall-Timrå flygplats e em inglês:  Sundsvall Timrå Airport; código IATA: SDL, código ICAO: ESNN) é um aeroporto regional localizado na ilha de Skeppsholmen na província de Medelpad, no norte da Suécia. Está situado a 21 km de Sundsvall, a 10 km de Timrå e a 32 km de Härnösand.

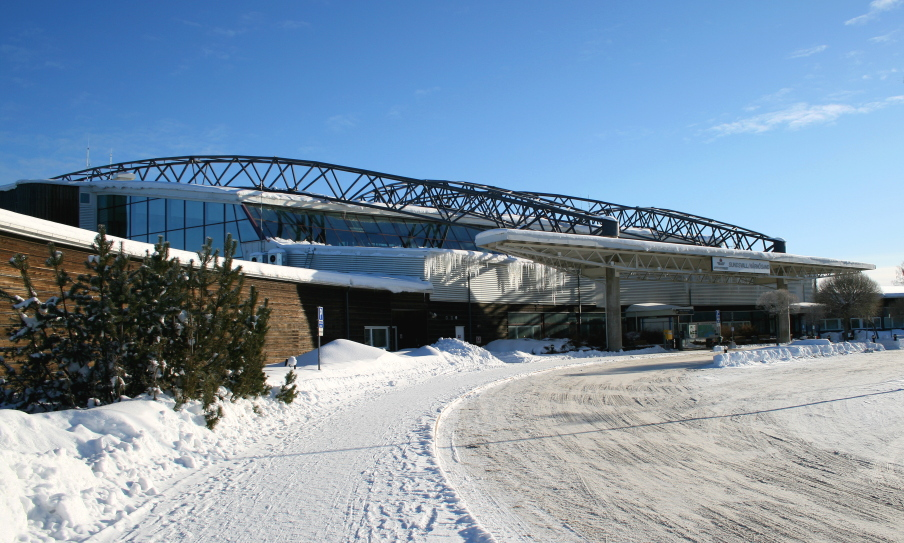
O terminal do aeroporto
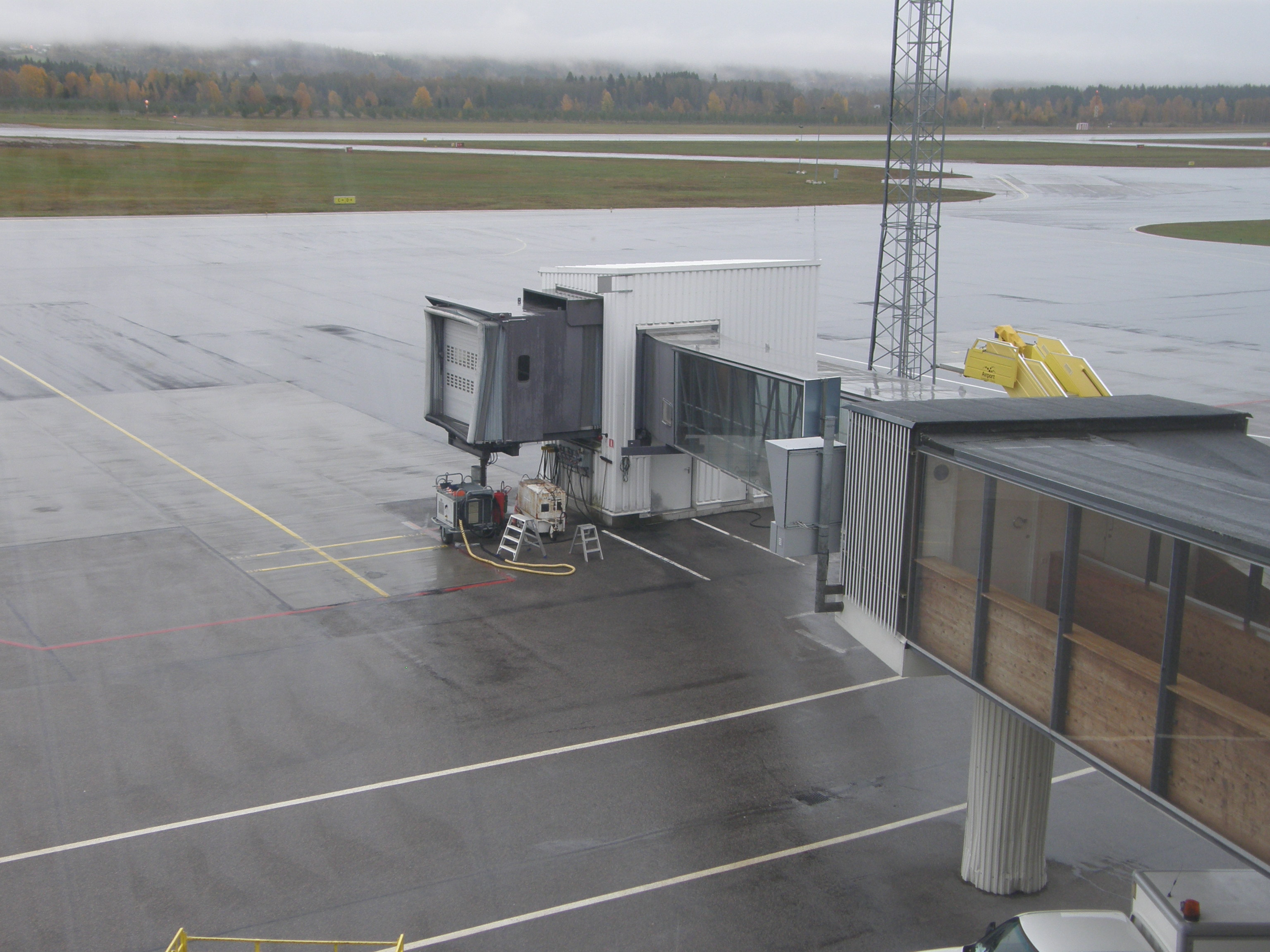
O acesso aos aviões